# Carme Fenoll
Carme Fenoll i Clarabuch (Palafolls, 30 de mayo de 1977) es una bibliotecaria española. Entre 2012 y 2017 fue jefa del Servicio de Bibliotecas del Departamento de Cultura de la Generalidad de Cataluña. Posteriormente fue jefa del gabinete del rector de la Universidad Politécnica de Cataluña y desde 2021 es directora del Área de Cultura y comunidad de la misma universidad.

## Biografía
Es diplomada en Biblioteconomía y Documentación por la Universidad de Barcelona y licenciada en Documentación por la Universidad Abierta de Cataluña (UOC), completó sus estudios con dos posgrados en documentación y un máster en gestión cultural.
Se inició en la Biblioteca de Pineda de Mar y Poblenou. En los años 1999 y 2000 fue directora de la Biblioteca de Banyoles y, entre el año 2000 y el 2012, de la Biblioteca de Palafrugell. A lo largo de su trayectoria como bibliotecaria ha puesto en marcha proyectos como Arteca (préstamo de obras de arte), Bibsons, Bibliowikis (colaboración con Wikipedia), 10x10 (encuentros de editores con los bibliotecarios) y Bibliotecas con DO. El 2006 publicó con Ciro Llueca «50 ideas para sorprender desde la biblioteca pública» en la revista BiD. También fue presidenta de la FaPaC en las comarcas de Gerona.
La Asociación de Periodistas Culturales de Cataluña le otorgó el II Premio  Ressenya 2016 como reconocimiento a "la buena predisposición que la premiada siempre ha mantenido en la comunicación cultural y la dinamización de su sector teniendo en cuenta todos sus agentes, incluidos los periodistas".
Ha colaborado con El País ocasionalmente.